# Кузнецова, Анна Васильевна
Анна Васильевна Кузнецова (15 [27] января 1844— 1922, Москва)— российская балерина Петербургской императорской труппы и фактическая жена великого князя Константина Николаевича.

## Биография
Анна родилась в 1844 году вместе с братом-близнецом Александром. Они были внебрачными детьми Анны Мартемьяновны Кузнецовой и Василия Андреевича Каратыгина, русского трагика, драматического артиста Петербургской императорской труппы. Василий Андреевич состоял в браке с драматической актрисой Александрой Михайловной Колосовой-Каратыгиной и по тогдашним законам не мог даже официально признать собственных детей, однако от них не отказывался. В 1853 году, в возрасте 51 года он неожиданно заболел и быстро скончался. Анна и Александр были определены на казённый кошт в Императорское театральное училище при Петербургской императорской труппе.
На основании положения 1829 года в училище принимались дети всякого свободного состояния, в возрасте от 9 до 13 лет, причём от них требовалось только, чтобы были «здорового телосложения, благообразны, стройны, имели хорошие зубы, чистый грудной голос и ясное произношение». Ученики становились выпускниками в 18 — 20 лет, затем они были обязаны прослужить на сценах императорских театров не менее 10 лет. Анна Васильевна Кузнецова окончила балетное отделение, после чего в 1862 году была принята в императорскую труппу. Авторы хроники «Наш балет; 1673—1899…» А. А. Плещеев и К. Скальковский упоминали о её ролях, в том числе: 1875 — графиня Альдине — балет «Бандиты» на музыку Минкуса в хореографии М. И. Петипа. Она была стройна, хороша собой, грациозна и юна. И обратила на себя внимание великого князя Константина Николаевича, который был старше её на двадцать лет и имел свою семью. Императорская семья регулярно посещала все спектакли, даваемые Петербургской императорской труппой, — и не только сами премьеры, нередко представители императорского дома бывали и на репетициях. Знакомство Анны Кузнецовой с великим князем Константином Николаевичем произошло в 1860-х годах, когда юная балерина появилась на императорской сцене. С 1868 года их отношения приобрели семейный статус. К середине 1870-х годов у них уже была семья с детьми, собственный дом на Английском проспекте, дача в Павловске рядом с великокняжеским дворцом и много другого совместного имущества.

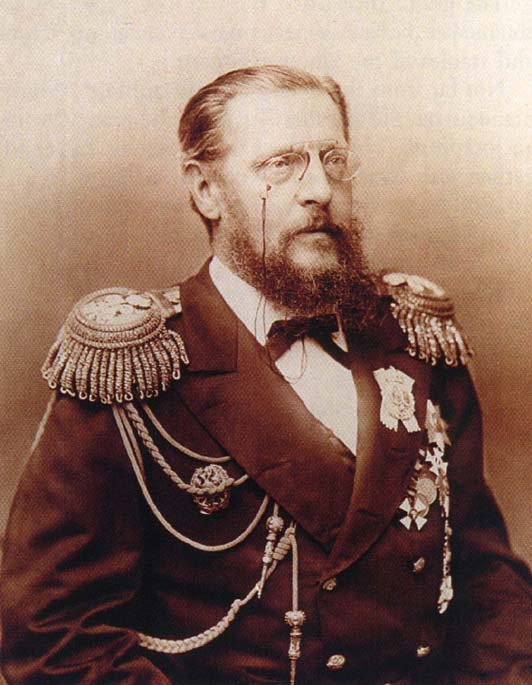
Великий князь Константин Николаевич в 1875 году

Великий князь Константин Николаевич с 1848 года был женат на своей троюродной сестре Александре Саксен-Альтенбургской, у них было шестеро детей. Однако семейные отношения постепенно прекратились. И когда у великого князя появилась другая — неофициальная — семья с Анной Кузнецовой, он честно рассказал об этом официальной супруге, которая так и продолжала проживать в императорском дворце в покоях своего официального супруга. Сам же великий князь пребывал с новой женой. Великий князь Константин Николаевич был не единственным представителем императорской семьи, вступившим в гражданский брак: его старший брат император Александр II (1818—1881) жил в фактическом браке (затем морганатический брак) с Екатериной Долгорукой, фрейлиной своей официальной супруги-императрицы; его младший брат великий князь Николай Николаевич (1831—1891) создал семейные отношения с танцовщицей Петербургской императорской труппы Екатериной Числовой (1846—1889), а законную супругу, дабы не мешала новому семейному счастью, клеветнически обвинил в неверности и вообще изгнал подальше.
На сцене Анна Кузнецова прослужила до 1876 года; список её ролей установить не удалось. Она проживала с Константином Николаевичем в собственном доме в Петербурге, расположенном по адресу Английский проспект, 18. Анна Васильевна приобрела дом с участком земли в частную собственность 29 января 1876 года, взяв кредит в Городском Кредитном обществе. Кредит был полностью погашен в январе 1881 года. Проект двухэтажного особняка был заказан известному петербургскому архитектору Ивану Ивановичу Шапошникову; перестройкой здания руководил Алексей Николаевич Чикалёв — военный инженер и главный инспектор по строительной части Морского технического комитета (в это же время он руководил сооружением здания Обсерватории в Павловске). Уже осенью 1876 года особняк был готов, всё было предусмотрено: в доме были три ватерклозета (один обыкновенный и два улучшенного устройства), две ванные комнаты. Мебель была приобретена на сумму в 9 тысяч рублей, изнутри помещение украсили фарфором, мраморными скульптурами и картинами. На втором этаже в кабинете великого князя расположили большую библиотеку, а для Анны Васильевны обустроили изысканный будуар.
Осенью 1892 года дом перешёл в собственность Матильды Кшесинской, она потом писала в своих мемуарах об этом доме: «Этот особняк построил великий князь Константин Николаевич для балерины Кузнецовой….Особняк был двухэтажный, прекрасно обустроенный, с вместительным погребом. За домом находился небольшой сад, окружённый высокой стеной. В глубине виднелись хозяйственные постройки, конюшня и сарай. А дальше, вплоть до самого парка великого князя Алексея Александровича, простирался все тот же сад. При переезде я переделала только спальню на втором этаже, а все остальное осталось прежним. Электричества тогда ещё не было, и дом освещался керосиновыми лампами разных форм и размеров»… Лето проводили вместе на даче в Павловске; вместе ездили на курорты. Везде Константин Николаевич появлялся со своей семьёй, а саму Анну Васильевну называл женой. По словам А. А. Половцова, Константин Николаевич «гулял в Крыму и, встречая знакомых, старался знакомить их со своей танцовщицей Кузнецовой и при встрече говаривал: „В Петербурге у меня казённая жена, а здесь собственная“». 1 марта 1881 года был убит император Александр II. При новом императоре Александре III великого князя отстранили почти от всех занимаемых им государственных должностей. В своих дневниках он писал: «Моя политическая жизнь этим кончается, но я уношу с собою спокойное сознание свято исполненного долга, хотя с сожалением, что не успел принести всей той пользы, которую надеялся и желал».
Александр III не признавал гражданских семей своих родственников. Опасаясь за судьбу своих детей, Константин Николаевич написал письмо с просьбой о помощи своему близкому другу и поверенному во всех делах, управляющему Павловском Константину Петровичу Голенко:… Новый император Александр Третий властвовал по-своему. Что касается его двоюродных кузенов и кузин от дяди Константина и Анны Кузнецовой, то в 1883 году он своей императорской властью повелел им носить фамилию Князевых.
Константин Николаевич и Анна Васильевна вместе переживали смерть своих сыновей. Анна Васильевна решила продать дом, в котором они долго жили; назначили цену — 80 тысяч рублей. Весной 1887 года роскошный особняк приобрела новая хозяйка Мария Уклеевская (в 1887 г. особняк снова был перестроен по проекту акад. арх. Ивана Ивановича Шапошникова; 1892—1906 гг. особняк принадлежал балерине М. Ф. Кшесинской; в 1917 году жил Романовский А. Г., князь герцог Лейхтенбергский).
Великий князь Константин Николаевич скончался в 1892 году; ещё в 1889 году у него случился апоплексический удар, затем начался паралич, он потерял возможность разговаривать; умирал долго и тяжело. Анна Васильевна Кузнецова, будучи моложе мужа на 20 лет, дожила до 1922 года, когда гражданские, незарегистрированные, браки стали признаваться юридическими, правомочными, даже на какое-то время вошли в моду, а официальные браки стали восприниматься символом мещанства.
Последние годы Анна Васильевна провела в Москве, куда переехала в 1908 году, в доме у Красных Ворот, и в подмосковной Ахтырке в имении С. И. Матвеева, мужа внучки. Скончалась в возрасте 75 лет в 1922 году.

## Семья
Дети:
1. Сергей (1874—1875),
2. Марина (1875—1941; муж — Александр Павлович Ершов)[11],
3. Анна (1878—1920; муж — Николай Николаевич Лялин),
4. Измаил (1879—1886),
5. Лев (1883—1886).

### Комментарии
1. По некоторым данным, Анна Васильевна Кузнецова родилась 15 (27) января 1844 вместе с братом-близнецом Александром. Они были внебрачными детьми Анны Мартемьяновны Кузнецовой и Василия Андреевича Каратыгина, русского трагика, драматического артиста Петербургской императорской труппы. Крещена в церкви Вознесения Господня в С-Петербурге, весной 1844 года